# Getriebe

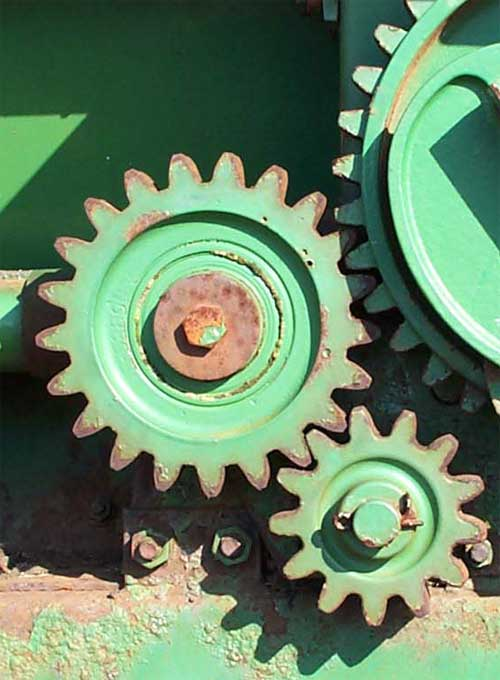
Zahnradgetriebe mit zwei Zahnradpaarungen. Teile von unten nach oben: Antriebsritzel, Zwischenrad, Abtriebsrad, Gestell (hinten)
Schubkurbelgetriebe im Ottomotor (4-Takt-Motor). Antriebs- (Kolben), Koppel- (Pleuel) und Abtriebsglied (Kurbelwelle), Gestell (Gehäuse)

Koppelgetriebe als Weitwinkelscharnier

Ein Getriebe (oder Umformerelement) ist ein Maschinenelement, mit dem Bewegungsgrößen geändert werden können. Mitunter spielt die Änderung einer Kraft, eines Drehmoments oder einer Drehzahl die entscheidende Rolle. Die zu ändernde Bewegung ist oft eine Drehbewegung (siehe nebenstehendes Bild, links), manchmal auch eine Hin- und Herbewegung (siehe nebenstehendes Bild, rechts). Ein Getriebe besitzt im Allgemeinen einen Antrieb, an dem die Bewegungsgröße von einer Kraftmaschine „eingespeist“ wird (z. B. von einem Motor), sowie einen Abtrieb, an dem eine Arbeitsmaschine angeschlossen ist.
Beim aus dem Automobil bekannten Schaltgetriebe oder beim Räderwerk einer Uhr handelt es sich vorwiegend um Zahnradgetriebe, die nur eine von mehreren Getriebearten sind.

## Begriffsdefinitionen
Getriebe sind meist mechanische Vorrichtungen (einfache Maschine), können aber auch auf hydraulischen, seltener auf pneumatischen oder elektromagnetischen Prinzipien beruhen. Sie bestehen aus mindestens drei Gliedern, je einem bewegten Ein- und Ausgangsglied und dem Maschinengestell.
Sie übertragen und wandeln:
- Drehmomente
- Drehrichtungen
- Drehzahlen
- Kräfte

Die VDI-Richtlinie VDI 2127 besagt:

„Getriebe dienen zur Übertragung und Umformung von Bewegungen, Energie und/oder Kräften.“

## Getriebearten
Ein Getriebe mit ausschließlich festen Bauteilen (also Festkörpern) wird mechanisches Getriebe genannt. Ist eine Flüssigkeit beteiligt, handelt es sich um ein hydrodynamisches Getriebe (Strömungsgetriebe, arbeitet mit Auftriebskräften an angeströmten Schaufeln) oder ein hydrostatisches Getriebe (arbeitet mit Druckkräften an Kolben). Die Kombination eines (elektronisch gesteuerten) elektrischen Generators mit einem Elektromotor nennt man gelegentlich elektrisches oder elektronisches Getriebe, historisch ist der Leonard-Antrieb.
Die älteste Getriebe-Systematik stammt von Franz Reuleaux aus dem 19. Jahrhundert. Er teilte die mechanischen Getriebe wie folgt ein:
- Kurbelgetriebe (siehe Koppelgetriebe)
- Kurvengetriebe
- Rädergetriebe (siehe Zahnrad- und Reibradgetriebe)
- Rollengetriebe (siehe Zugmittelgetriebe)
- Schraubengetriebe (siehe Schraubgetriebe)
- Sperrgetriebe

## Getriebe mit gleichmäßiger Übersetzung (für Drehbewegung)
Die häufigste Aufgabe eines gleichmäßig-übersetzenden Getriebes ist die Anpassung einer gegebenen Eingangsdrehzahl an eine geforderte Ausgangsdrehzahl. Beispiel: 6000/min eines Automotors am Getriebeeingang zu 1000/min am Getriebeausgang (um andere Verhältnisse zu verwirklichen, haben Automobilgetriebe mehrere Gänge).
Folgende Begriffe werden im Zusammenhang mit gleichmäßig-übersetzenden Getrieben von Drehbewegungen häufig verwendet:
- Die Übersetzung ist das Verhältnis zwischen Antriebs- und Abtriebsdrehzahl. Ein Übersetzungsverhältnis größer Eins wird gelegentlich Untersetzung (kein in DIN genormter Begriff) genannt.
- Das Übersetzungsverhältnis ist fest oder nur in Stufen veränderlich: Schaltgetriebe mit mehreren Gängen konstanten Drehverhältnisses.
- Das Übersetzungsverhältnis ist stufenlos veränderlich: stufenloses Getriebe.
- Das Verhältnis des maximalen zum minimalen Übersetzungsverhältnis ist der Stellbereich des Getriebes.

Das Getriebe befindet sich in der Regel zwischen einer antreibenden Kraftmaschine (Motor) und einer getriebenen Arbeitsmaschine (oder einem Maschinenteil). Mit beiden ist es über je eine Kupplung fest oder lösbar verbunden.
Getriebe werden nach verschiedenen Kriterien unterteilt:

### Nach Bauart
- Feste Getriebe – Drehzahlverhältnis und Drehmomentwandlung sind nicht veränderbar.
- Verstellgetriebe können in gestufte und stufenlose Getriebe unterteilt werden. → siehe z. B. Kulissensteuerung von Dampfmaschinen oder Verstellpropeller von Booten bzw. Flugzeugen
- Schaltgetriebe: Drehzahl und Drehmoment können abgestuft geschaltet werden. Die Funktion kann auch in einer Drehrichtungsumkehr in Form eines Rückwärtsganges liegen. → typische Verwendung in Kraftfahrzeugen
- Zugmittelgetriebe, siehe Continuously variable transmission (CVT)
- Kettengetriebe
- Schubkettengetriebe mit Schubgliederband
- Reibgetriebe
- Wälzkörpergetriebe
- Riemengetriebe (Flachriemen, Keilriemen)
- Automatisches Getriebe: siehe Fahrzeuggetriebe
- Leistungsteilungsgetriebe: beispielsweise Differentialgetriebe

### Nach der Art der Kraftübertragung

#### Mechanische Getriebe
Übertragen von Bewegungen, Kräften und Drehmomenten durch starre Bauteile, z. B. Zahnräder, Ketten, Riemen oder Gelenkstäbe

##### Formschlüssige Getriebe
1. Zahnradgetriebe

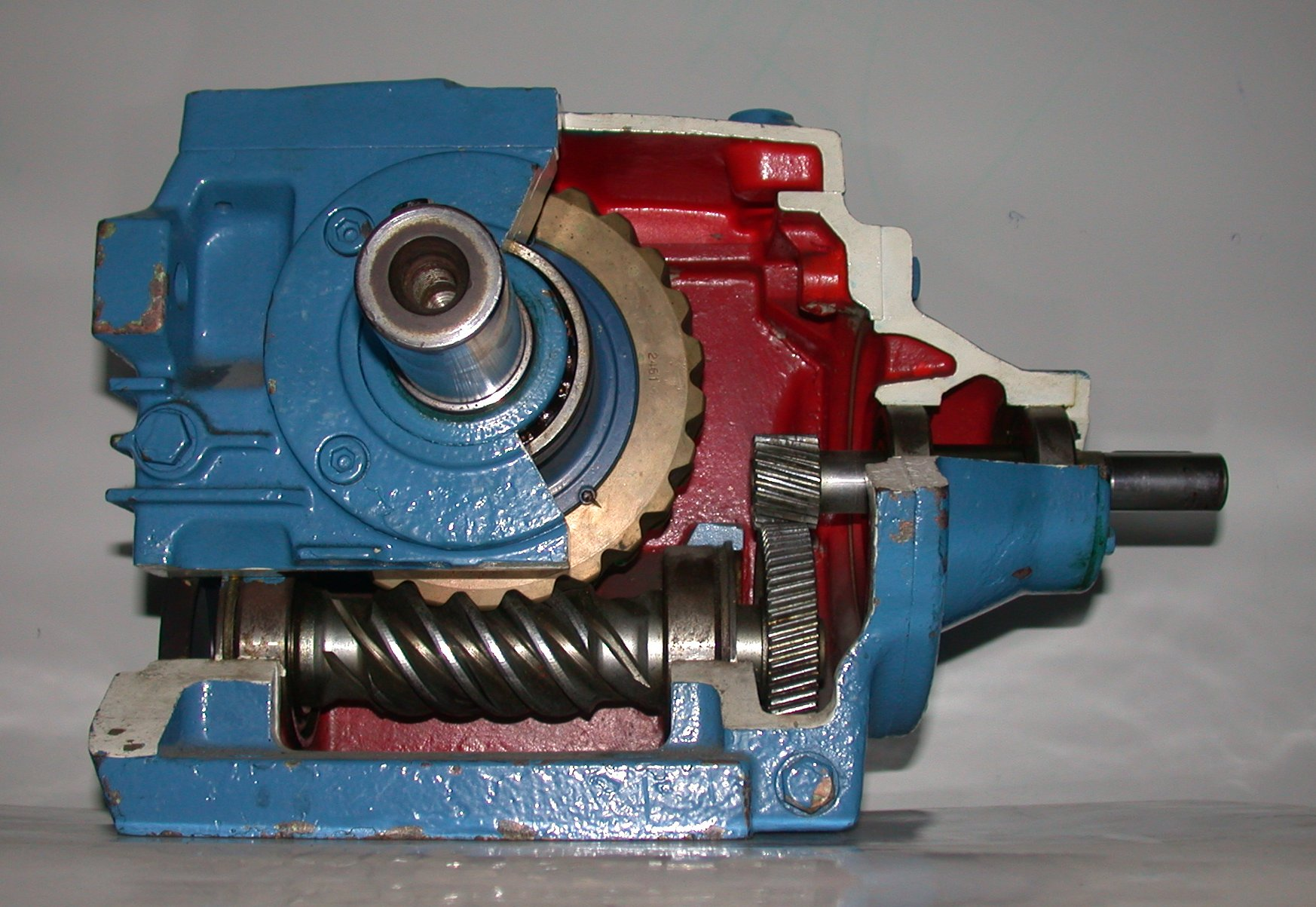
2-stufiges Zahnradgetriebe: Stirnrad- (rechts, Antrieb) und Schneckengetriebe (links, Abtrieb)

2. Zahnriemengetriebe (Diese Getriebe werden der Form wegen auch den Riemengetrieben zugeordnet.)
3. Kettengetriebe (siehe auch Antriebskette und Kettenarten)
4. Lamellenkettengetriebe zwischen kegelradähnlichen Rädern (Diese Getriebe mit stufenloser Änderung der Übersetzung werden der Form wegen auch den Riemengetrieben zugeordnet.)

##### Kraftschlüssige Getriebe
1. Riemengetriebe
2. Kegelringgetriebe: An- und Abtriebswelle sind in Form von Kegeln dargestellt, die über einen stufenlos verstellbaren Ring eine (nahezu) beliebige Übersetzung ermöglichen.
3. Wälzkörpergetriebe (auch: Reibradgetriebe)
4. Rollringgetriebe

#### Hydraulische Getriebe
Bei hydraulischen Getrieben (siehe Strömungsgetriebe) sind An- und Abtriebsseite nicht mit festen Bauteilen (Räder, Riemen u. ä.) miteinander verbunden. Die Antriebswelle setzt eine Flüssigkeit im Inneren in Bewegung, die die Abtriebswelle antreibt. Es wird zwischen hydrostatischen (mit externer Druckerzeugung) und hydrodynamischen (integrierte Druckerzeugung) Getrieben unterschieden.

#### Elektrische Getriebe

Schaltplan des Leonard-Antriebs

Eine elektrisch gesteuerte Kombination aus einem Generator und einem Elektromotor wird oft als elektrisches Getriebe bezeichnet. Ein Leonardsatz besitzt zum Beispiel einen drehzahlkonstanten Antrieb und kann am Abtrieb variable Drehzahlen liefern, die sowohl niedriger als auch höher als der Antrieb sein können.
Ein ähnliches Beispiel ist der dieselelektrische Antrieb. Hier dreht ein Dieselmotor einen Generator und mit dem erzeugten elektrischen Strom werden ein oder mehrere Antriebsmotoren betrieben. Durch die elektrische Steuerung wird erreicht, dass der Dieselmotor im optimalen Drehzahlbereich arbeitet, sowohl beim Anfahren als auch bei hohen Geschwindigkeiten oder beim Rückwärts-Fahren. Typische Anwendungsfälle sind Schiffe und Lokomotiven.
Eine elektrische Welle vermag hingegen nicht, die Drehzahl zu ändern – sie dient zur winkeltreuen Fernübertragung einer Drehbewegung. Sie wird nicht als Getriebe bezeichnet.

### Nach Bauform

#### Offene Bauform
Offene Bauform bedeutet, dass die Elemente des Getriebes frei zugänglich sind. Häufig werden sie jedoch aus sicherheitstechnischen Gründen verkleidet. Beispiele: Riemengetriebe (früher auch Transmission genannt)

#### Geschlossene Bauform

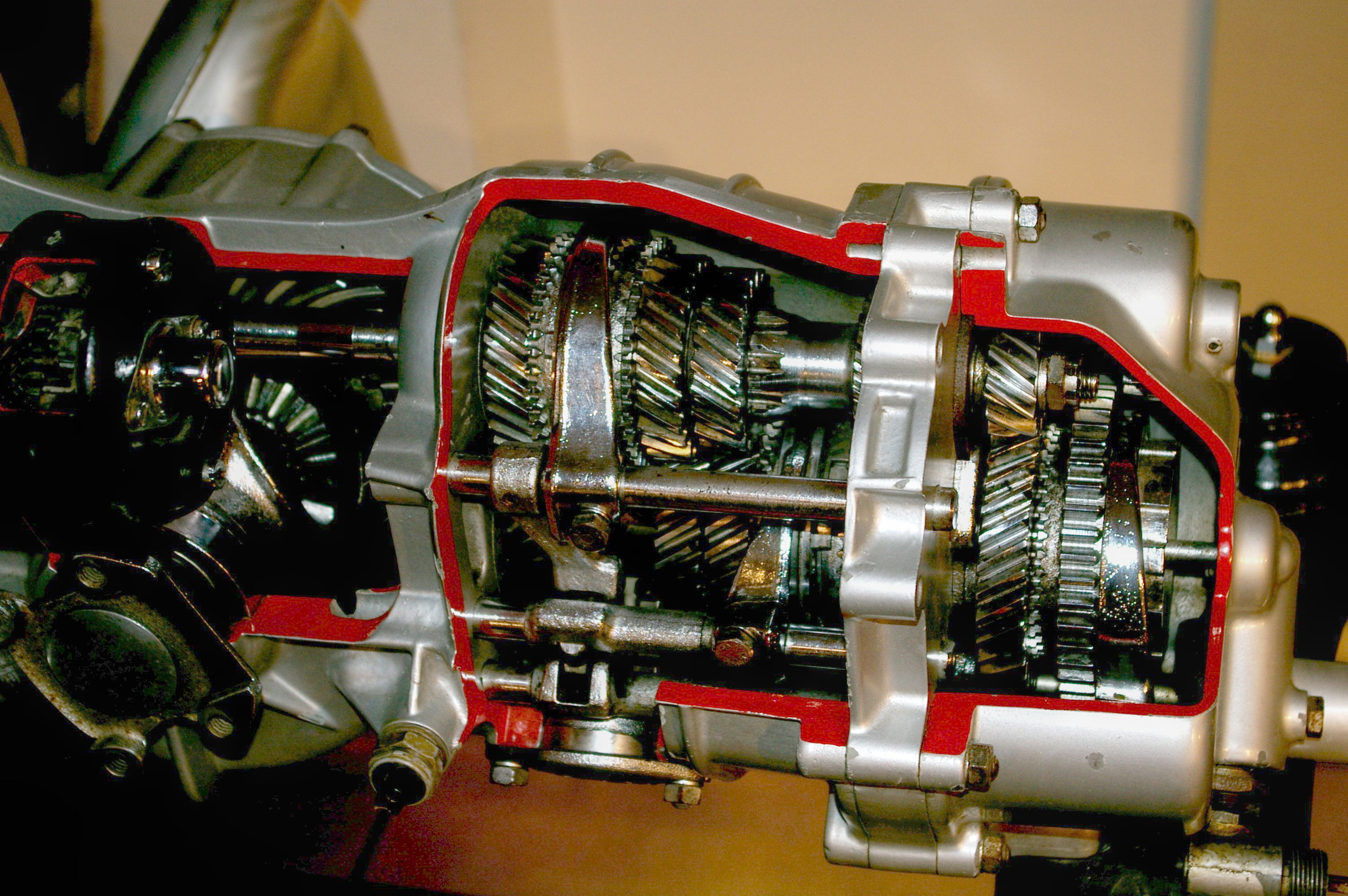
Schnittmodell eines Autogetriebes

Bei Getrieben mit geschlossenem Gehäuse kommt kein Sand bzw. Staub in die Mechanismen, was wichtig für einen geringen Verschleiß ist. Die Schmierung erfolgt über Fett oder einen geschlossenen Ölkreislauf. Bei einfachen Getrieben reicht es zur Schmierung oft aus, wenn ein Zahnrad teilweise in ein Ölbad eintaucht und das beim Betrieb aufspritzende Öl die anderen Zahnräder mitschmiert. Das Gehäuse dient auch dem Lärmschutz und der Sicherheit.
Beispiele: Kraftfahrzeuggetriebe, Differentialgetriebe

## Getriebe mit ungleichmäßiger Übersetzung
Zur Berücksichtigung der Abhängigkeit der Übersetzung von der jeweiligen Position des Antriebes benutzt man die Übertragungsfunktion. Diese zeichnet die Position des Abtriebes über der Position des Antriebes auf.

### Kurvengetriebe

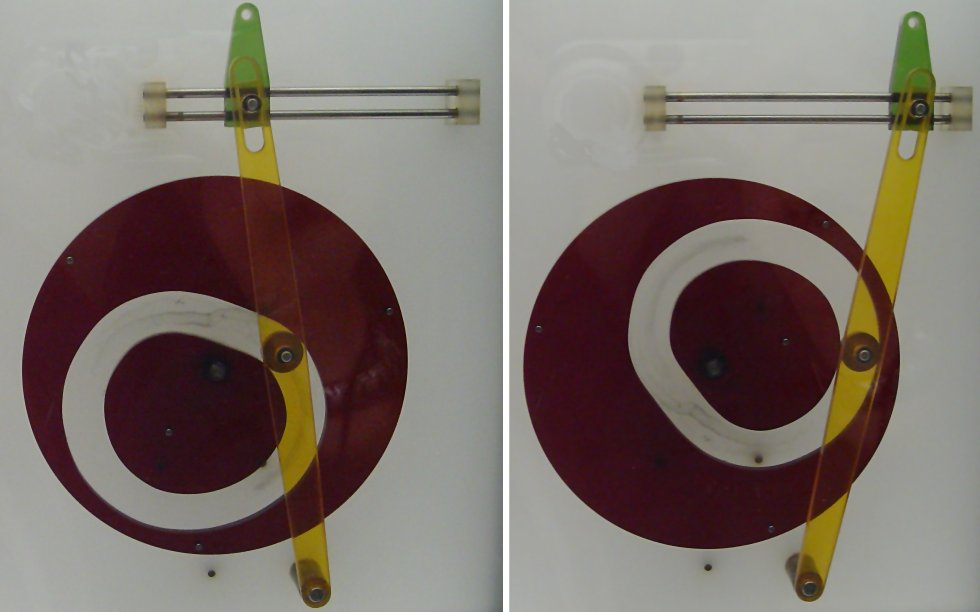
Kurvengetriebe mit Nutführung

Kurvengetriebe mit Zylinderkurve

Als Kurvengetriebe werden Mechanismen bezeichnet, bei denen die Form einer bewegten Kurve von einem Abtaster abgegriffen und an andere Getriebeelemente (rotatorische oder translatorische) weitergeleitet wird. Die Abtastung erfolgt meist einseitig, das heißt, der Abtaster läuft auf der Kurve, an die er gedrückt wird, aber bei zu großen abhebenden Kräften kann er auch von der Kurve abheben. Um das zu vermeiden, wurden verschiedene Lösungen zur Zwangsführung der Abtaster entwickelt.
Kurvenkörper können ihre Kurve durch Rotation oder Längsverschiebung auf den Abtaster übertragen. Oft werden Kurvenkörper eingesetzt, die nur als Kreissegment ausgebildet sind und zum Zweck der Abtastung darum hin und her schwingen, entsprechend der Hin- und Herbewegung ebener Kurvenkörper.
Kurvengetriebe werden sehr häufig in der Automation eingesetzt, um Schalter zu bedienen, oder um komplizierte Bewegungsabläufe auszuführen. Am geläufigsten ist der Einsatz in Verbrennungsmotoren, wo Kurvengetriebe (Nockenwelle) das Öffnen und Schließen der Ventile steuern. Von dort ist auch das Problem des Abhebens des Abtasters bekannt (Ventilflattern).
Die Synthese von Kurvengetrieben geht meist einher mit der Synthese von Koppelgetrieben, die üblicherweise die abgetasteten Bewegungen weiterleiten und umformen. Es gibt spezielle Kurvenformen zur Optimierung des Abtastverhaltens, die u. a. sind:
- geschwindigkeitsoptimal
- beschleunigungsoptimal
- kraftoptimal
- geräuschminimierend

Dazu werden im Allgemeinen entsprechend geneigte Sinusoiden verwendet.

### Koppelgetriebe

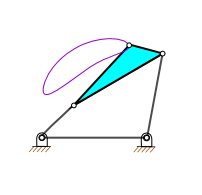
Koppelgetriebe

Koppelgetriebe sind Getriebe, die Drehbewegungen in geradlinige oder schwingende Bewegungen umwandeln, auch umgekehrt. Sie zeichnen sich durch die Kopplung von mindestens zwei der beweglichen Elemente mit einer Koppel aus.
Koppelgetriebe sind ungleichmäßig übersetzende Getriebe.
Die Koppel ist meistens ein Maschinenteil in Form einer Treibstange, eines Pleuels, einer Kuppelstange oder auch eines Gleitsteins.
In die Gruppe der Koppelgetriebe gehört auch der Kurbeltrieb. Es setzt eine rotatorische (drehende) Bewegung in eine translatorische (geradlinige) Bewegung um oder umgekehrt. Anwendung findet er beispielsweise an Dampfmaschinen oder im Kolbenmotor (siehe auch Kurbelwelle).

### Schrittgetriebe
Schrittgetriebe setzen eine kontinuierliche Drehbewegung in eine intermittierende Drehbewegung um. Zwischen den einzelnen Schritten ist eine Pause, bis der nächste Schritt beginnt. Schrittgetriebe können mit fast jeder Getriebeart realisiert werden.
Schrittgetriebe werden verwendet, um kontinuierliche Bewegungen in ungleichmäßige Bewegungen mit momentaner oder zeitlicher Rast sowie auch mit Pilgerschritt (kurze Rückwärtsbewegung) umzuformen. Schrittgetriebe können unter anderem durch Rädergetriebe (zum Beispiel Sternradgetriebe), Räderkoppelgetriebe oder Koppelgetriebe, aber auch durch Kurvengetriebe und Getriebesonderbauformen realisiert werden.
Die bekannteste Bauform von Schrittantrieben ist das Malteserkreuzgetriebe, bei dem das bestimmende Getriebeteil (je nach Ausprägung) die Form eines Malteserkreuzes annehmen kann. Sie wurden beispielsweise in Filmprojektoren und -kameras eingesetzt, um den Film schrittweise zu bewegen, sind darüber hinaus aber wenig verbreitet.

## Redewendung „Sand im Getriebe“

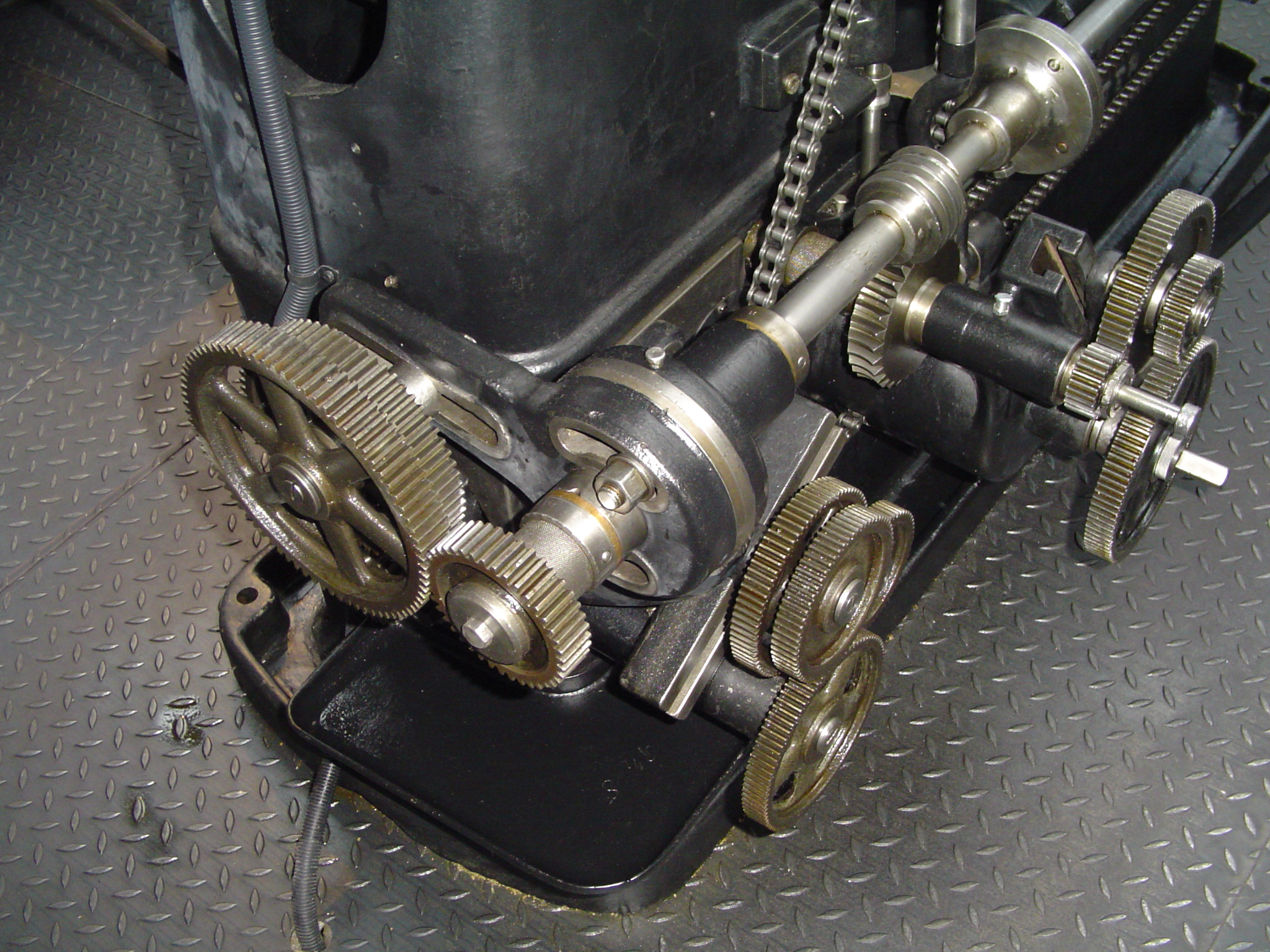
„Besser ohne Sand“

Aufgrund der Funktion eines Getriebes gibt es den umgangssprachlichen Ausdruck Sand im Getriebe, wenn etwas schleppend oder nur gestört funktioniert. Sand im Getriebe sorgt für erhöhten Verschleiß, kann ein Getriebe auch blockieren oder zerstören. Ihren Ursprung mag die Redewendung im Rennsport sowie bei anderen Wettbewerben haben, wie sie beispielsweise bei Ausschreibungen erfolgen. Dabei soll es mitunter vorkommen, dass neben anderen Sabotagemaßnahmen tatsächlich Sand in Getriebe und Motoren eingebracht wird, um damit den Konkurrenten Nachteile zu verschaffen. Auch waren und sind nicht alle Getriebe dicht gekapselt, wodurch Sand und Schmutz ins Getriebe gelangen kann, wie beim Fahrrad, landwirtschaftlichen Maschinen oder einem Betonmischer.